# Tata Power
Tata Power (The Tata Power Company Limited, ehemals Tata Electric) ist ein indisches, zum Mischkonzern Tata gehöriges Energieversorgungsunternehmen mit Firmensitz in Mumbai. Die Leitung des Unternehmens hat seit Dezember 2012 der irische Manager Cyrus Pallonji Mistry übernommen. Der Raum Mumbai ist zugleich das wichtigste Versorgungsgebiet.